# 大瀬埼灯台
大瀬埼灯台（おおせざきとうだい）は、五島列島福江島の西端、大瀬崎の断崖に建てられた灯台。灯台としての規模は大型であり日本屈指の光達距離を誇る。東シナ海を航海する船舶の標となっている。『日本の灯台50選』の一つでもある。五島列島・西海国立公園を代表する観光の名所である。海上保安庁での表記・呼称は単に大瀬埼と呼ぶ。所在地は長崎県五島市玉之浦町。

## 歴史
五島列島は昔より中国とを結ぶ航海の要衝であった。遣唐使派遣の初期、640年頃の唐書『挺地志』に「資聖寺有宝塔、高峻層々、用四方燈、点照東海、舟行者皆望之為標的焉」とあり、「東海（渤海）の航路を照輝し、船舶は皆これを航行の標的とした」と述べている。この日本における最初と呼ぶべき灯台は、664年に防人に遣唐使船の目標になるよう昼は烽火（のろし）をあげ、夜はかがり火を焚かせたのがその始まりとされている。
五島は、航海の要地であるとともに漁業基地としても昭和初期までは重要視される。着工は1876年（明治9年）で、イギリス人のR・プラトンの設計といわれる。断崖の標高80m地点で、10mあまり屹立していた岩石を切り落として基盤とし、ここに灯台を築いた。初点灯は1879年（明治12年）で、総工費は当時の額で3万円だった。
大瀬崎の山頂にある無線電信所は、日露戦争の日本海海戦の端緒となる、「敵艦見ゆ」の第一報を受信した歴史もあり、この山は電波山と呼ばれた。1945年（昭和20年）8月7日には、アメリカ軍の潜水艦による20分間の艦砲射撃にみまわれ、その一発は灯台丸屋根を貫通したがレンズには損傷がなかった。このときアメリカ軍は灯台の背後の山にある、無線電信所を目標としていた。
1971年（昭和46年）に改築され現在の白い円塔の灯台となる。少なくとも昭和末期までは灯台守がいて、灯台のふもとに居を構え監視していたが、現在は無人である。初代の灯台躯体は船の科学館に屋外展示物として復元されている。だが、2019年1月現在、当灯台の上には日本財団のビルが建っているため、亡失したと思われる。
また太平洋戦争時には、出征した多くの将兵達が大瀬崎を日本の地の見納めとしたことから、1978年（昭和53年）には灯台を見下ろす大瀬山に鎮魂碑と北村西望作の「祈りの女神像」が建てられた。

## 付属施設
大瀬埼灯台には、ディファレンシャルGPS局が設置されており、船舶に搭載されているGPSを高精度に補正する電波と、電文で気象通報を配信している。また、中波（H3E）1670.5 kHzで船舶気象通報を行っており、1時間に1回、大瀬埼灯台と女島灯台の気象情報を放送している。なお、DGPSの気象通報、船舶気象通報は2016年9月30日廃止、ディファレンシャルGPS局は2019年3月廃止となった。

## 自然
灯台が立つ大瀬崎断崖は西海国立公園の特別地域に指定されている。砂岩と泥岩の互層からなる第三紀層「五島層群」が、東シナ海から叩きつける荒波で削られて形成された海食崖であり、標高250mの大瀬山山頂まで急斜面が続いている。灯台は海面に対して約24°傾いた地層の上に建てられている。
大瀬崎周辺は渡り鳥の渡りの中継地でもあり、秋にはハチクマ、アカハラダカ、チゴハヤブサ、ツバメ等、繁殖を終えた夏鳥が大陸へ渡っていくのを観察できる。特にハチクマは日本国内で繁殖した個体群の殆どが五島列島を通過して600km先の中国大陸へ渡るとされ、大瀬崎では9月中旬から10月上旬にかけて約1万羽、多い日には1日で約1500羽ものハチクマが上空を通過する。

## 画像

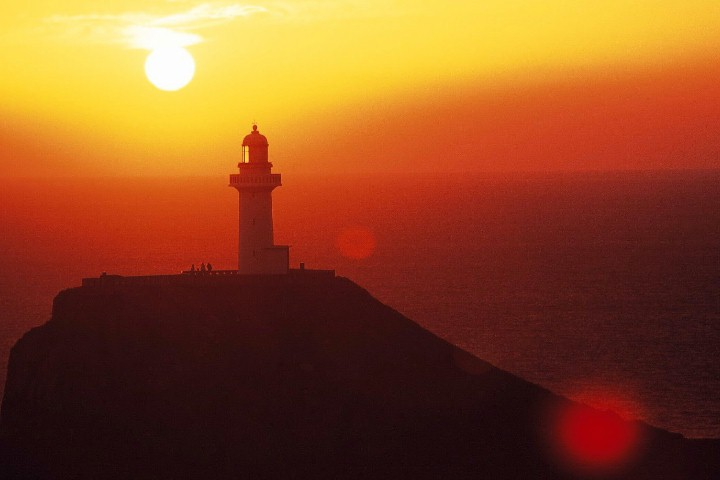
夕暮れ
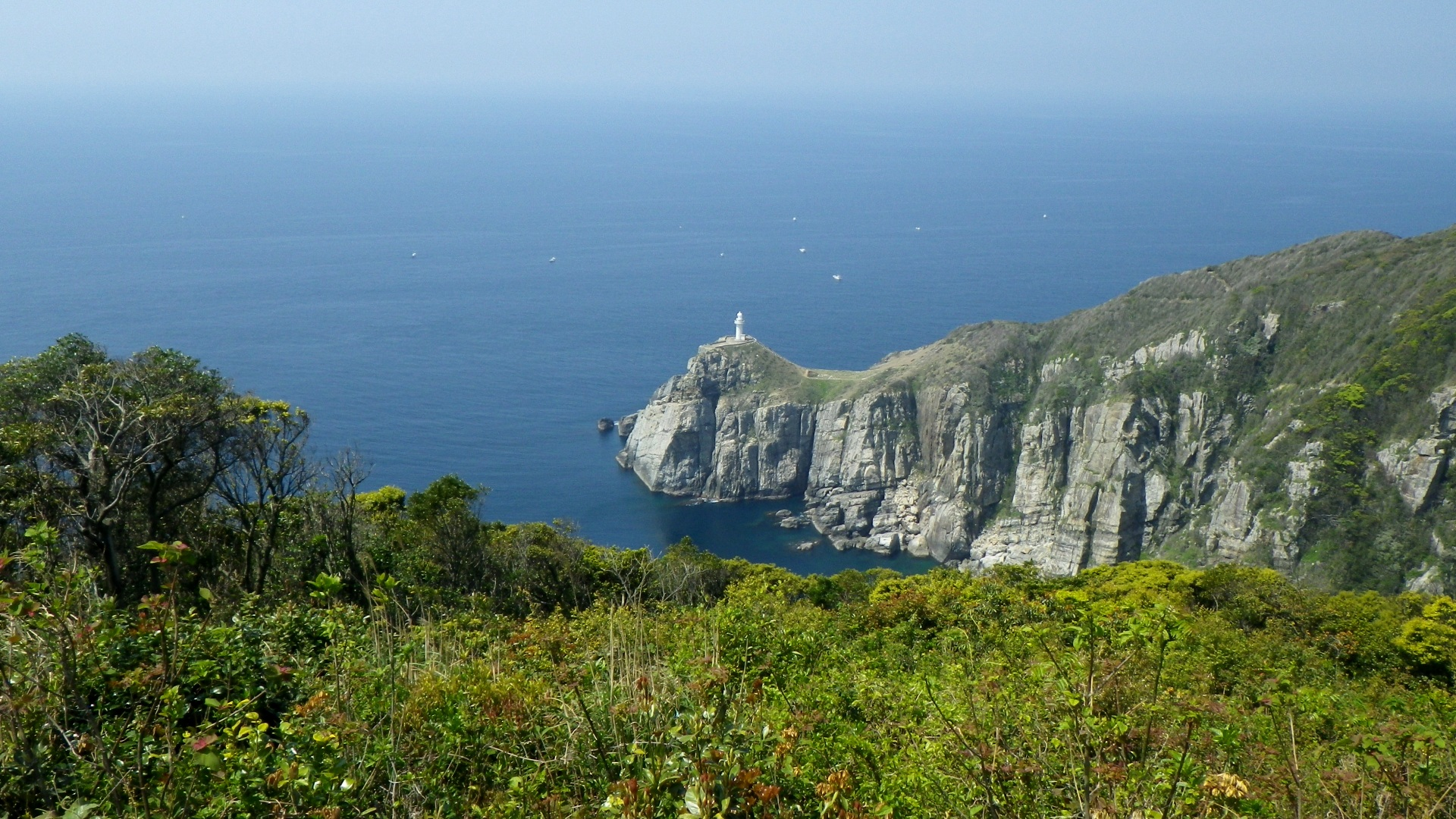
春の大瀬崎
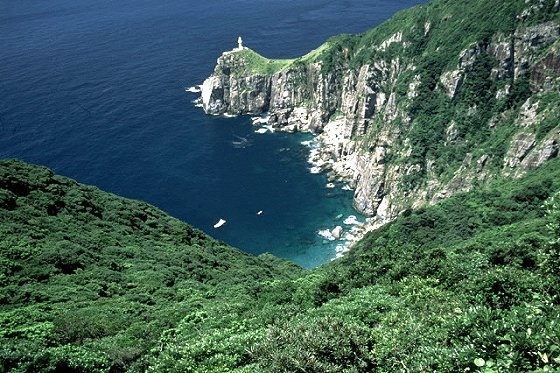
夏の大瀬崎断崖･灯台
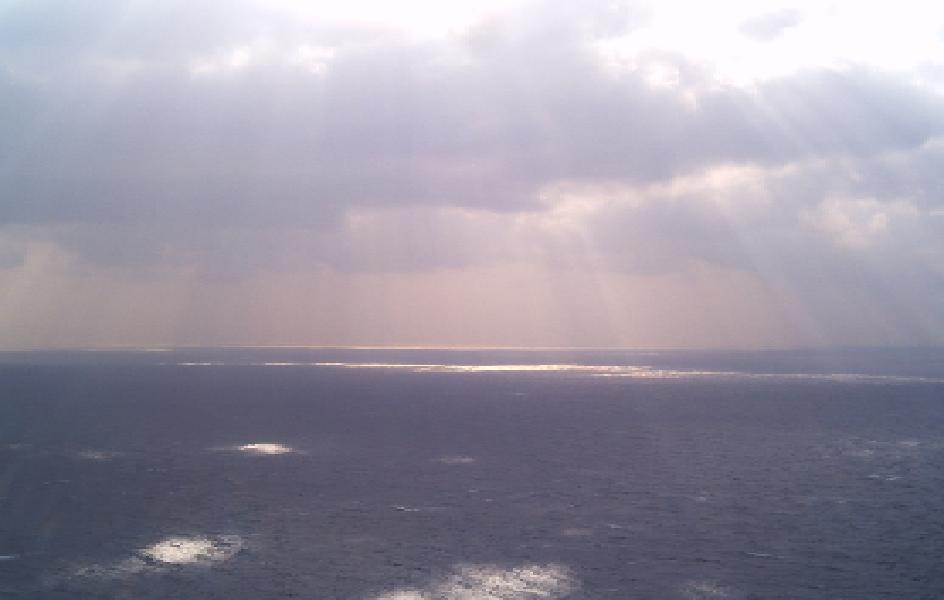
大瀬崎展望台登山途中から望む東シナ海
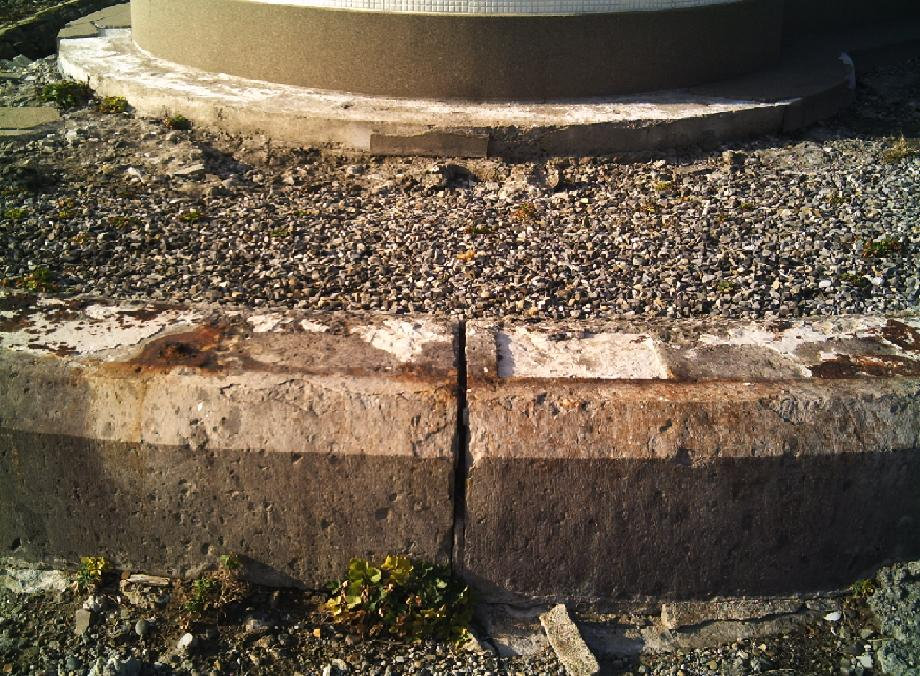
旧灯台跡

## 交通アクセス
長崎港からの船便は長崎 - 福江間フェリー（所要時間3 - 4時間）とジェットフォイル（所要時間90分弱）がある。ANAによる福岡空港から五島福江空港への直行便は所要時間約40分であり、九州外からの移動は空路の方が速い。
福江港からは自動車で約1時間、五島バス玉之浦・向小浦行きで1時間20分、大瀬崎口バス停下車、徒歩30分。五島バスは運行本数が少なく時間に注意しなければならない。